# トーマス・マッチ
トーマス・マッチ（英語: Thomas A. Mutch,1931年8月26日– 1980年10月6日）は、アメリカの地質学者および惑星科学者で、1960年からブラウン大学の教授。彼はカシミールヒマラヤのヌン・クン山からの下山中に姿を消した。

## バイオグラフィー
彼は、月と火星の地質学について2冊の本を出版した（火星の地質学、 1977年に出版）。バイキングの表面写真チームの責任者として、彼は最初の写真にコメントして「これはただの素晴らしいシーンです。安全でとても面白そう。」と語った。
火星のクレーターは彼に敬意を表して命名され、バイキング1号着陸船は、1981年1月7日に、当時のNASA管理者であるロバート・フロッシュによって正式に「トーマス・マッチ記念ステーション」に改名された。
現在、スミソニアン博物館に展示されているエンジニアリングモデルの横に、これを記念する小さな飾り額があり、実際の有人火星探査の着陸船に取り付けられるまでプラークが保管されている。「Thomas "Tim" Mutch Memorial Fund」は、1981年に彼の家族や友人によって設立された。